# Ghế đẩu

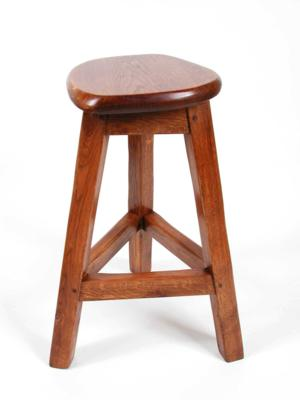
Một chiếc ghế đẩu ba chân.

Ghế đẩu là một trong những nội thất cổ xưa dùng để ngồi. Điểm khác biệt giữa ghế đẩu so với một cái ghế điển hình là nó không có lưng ghế và nơi tựa tay. Do đó các nước nói tiếng Anh không xem nó là ghế.. Số lượng chân có thể dao động từ 3 đến 5 tùy theo loại
Cho đến nay, nguồn gốc của chiếc ghế đẩu vẫn chưa được tỏ tường mặc dù người ta đã biết rằng nó là một trong những loại nội thất bằng gỗ cổ xưa nhất. Percy Macquoid cho rằng những chiếc ghế đẩu được chế tác bằng cách tiện được du nhập từ đế quốc Đông La Mã bởi những vệ binh Varangia vào các cộng đồng dân cư người Norse, và sau đó vào Tây Âu và tới Anh bởi người Norman.

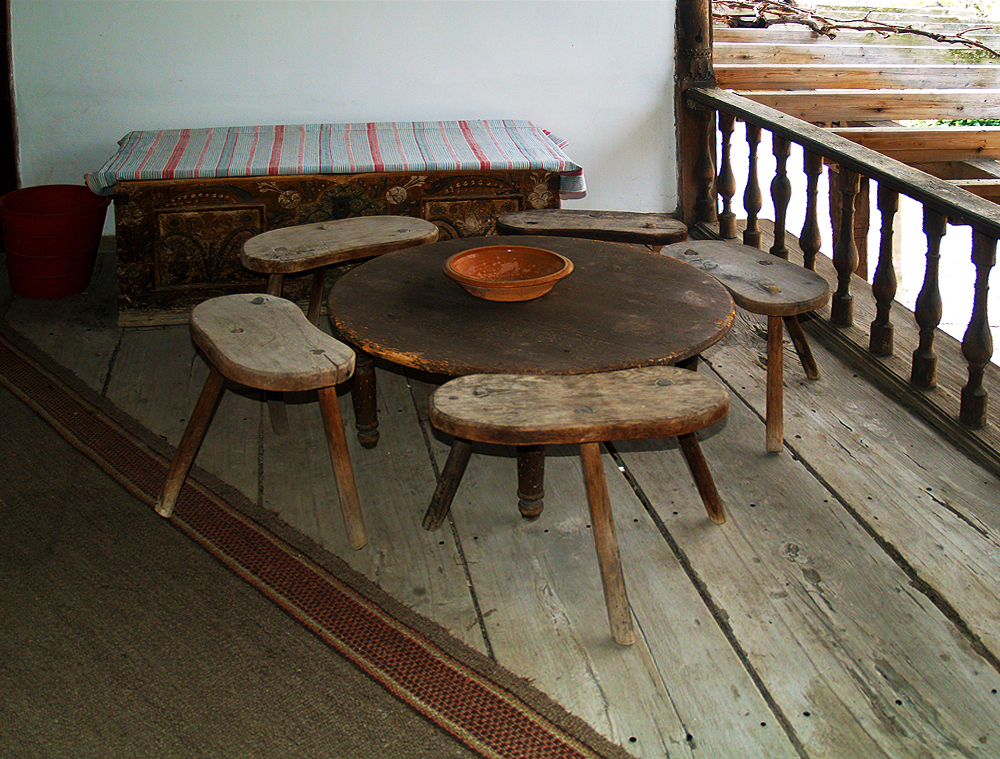
Một bộ bàn và ghế đẩu cổ ở Bulgaria

Trong thời trung đại, một bộ ghế gồm ghế dài, ghế đẩu và trong một thiểu số trường hợp các loại ghế dạng giống như ngai vua được xem như là biểu thị của đẳng cấp xã hội. Những chiếc ghế đẩu  bao gồm có hai dạng: dạng bảng hay dạng Gôtích, một chiếc ghế dài có hai chân nhìn như tấm ván ở hai đầu và một chiếc ghế đẩu đơn giản được chế tác bằng cách tiện. Ghế đẩu tiện là tiền thân của các loại ghế tiện và ghế Windsor. Chiếc ghế đẩu loại đơn giản nhất thì cấu trúc gần giống như là ghế Windsor: một mặt ghế bằng gỗ với ba chân được gắn kết vào mặt ghế bởi các mộng. Những cái ghế như vậy được chế tác bằng các kỹ thuật làm mộc sống trong đó các chân ghế làm từ gỗ đã phơi khô được lắp vào mặt ghế làm bằng gỗ sống. Khi mặt ghế dần dần khô đi thì mối nối giữa mặt và chân ghế dần dần sẽ khít và chặt lại. Kỹ thuật tiện chân ghế ban đầu chỉ là đẽo gọt các nhánh cây hay là các thanh gỗ nhỏ thành các chân hình trụ tròn, về sau thì kỹ thuật này mới phát triển dần dần tinh xảo hơn.
Những chiếc ghế đẩu ba chân cổ xưa nhất có từ thế kỷ 17 cũng như những tài liệu minh họa về kỹ thuật tiện ghế đẩu của thời kỳ này. Về sau, cũng trong thế kỷ 17, sự tiến bộ của kỹ thuật làm mối nối đồ gỗ đã cho ra đời các ghế đẩu có mối nối tinh xảo hơn, giúp có thể nối các thanh ngang và các đường suốt lại với nhau ở các góc độ chuẩn xác, nhờ đó có thể chế tạo được những chiếc ghế to hơn mà tiêu tốn ít gỗ hơn.

## Ghế đẩu có lưng tựa
Có thể nói đây là dạng trung gian giữa ghế đẩu và ghế tựa lưng thông thường. Đại để, dạng ghế đẩu này sẽ có chân sau cao hơn rất nhiều so với các chân còn lại. Các thanh ngang và đường suốt sẽ được nối vào chân ghế này, tạo thành một cái lưng ghế cho người ngồi tựa vào. Ghế đẩu có lưng tựa luôn luôn có 3 chân với chân tựa là chân sau.
Những chiếc ghế đẩu có lưng tựa này dần dần phát triển thành các ghế tiện ba chân với lưng ghế được làm rộng ra và các chân được nối và chống đỡ bằng những thanh gỗ đan chéo và điều này cũng dẫn tới sự mở rộng của các chân trước. Những thanh gỗ đan chéo cũng dần dần lớn hơn, cao hơn và nhiều tầng nhiều lớp, điều này dẫn đến sự ra đời của ghế bành tiện.